# Gastón Iturrieta
Gastón Nelson Iturrieta (Buenos Aires, Argentina, 25 de mayo de 1985) es un futbolista argentino, que juega de mediocampista.

## Clubes
| Club                  | País      | Año         |
| --------------------- | --------- | ----------- |
| Nueva Chicago         | Argentina | 2007 - 2008 |
| Platense              | Argentina | 2009        |
| La Florida            | Argentina | 2010 - 2012 |
| San Martín de Tucumán | Argentina | 2012 - 2013 |
| San Jorge de Tucumán  | Argentina | 2013 - 2014 |
| Atlético Tucumán      | Argentina | 2015 -      |